# Bassi (Burkina Faso)
Bassi è un dipartimento del Burkina Faso classificato come comune, situato nella provincia  di Zondoma, facente parte della Regione del Nord.
Il dipartimento si compone del capoluogo e di altri 15 villaggi: Guiri-Guiri, Keneko, Kera, Kera–Doure, Lintiba, Ouettigue, Pella, Rondolga, Sapela, Saye, Sompela, Songodin, Sorogo, Tougouya–Koko e Tourgo Silmi Mossi.